# Oggi, domani, dopodomani
Oggi, domani, dopodomani è un film collettivo del 1965, suddiviso in tre episodi diretti da Marco Ferreri, Eduardo De Filippo e Luciano Salce.

## Trama
Film a episodi, tutti con protagonista Marcello Mastroianni.

### Episodio #01: "L'uomo dei cinque palloni", diretto da Marco Ferreri
L'uomo dei cinque palloni: Un industriale milanese ha un'azienda modello, in cui si compiace di far funzionare alla perfezione ogni piccolo particolare. La nuova campagna promozionale prevede l'uso di palloncini, e questo gli offre lo spunto per un problema fisico a quanto pare insoluto: qual è la massima quantità di aria che può essere soffiata in un palloncino senza farlo scoppiare. Per tutto il suo giorno di libertà, che dovrebbe passare serenamente insieme alla fidanzata, l'uomo viene ossessionato da questo quesito, arrivando a uscire di casa appositamente per chiedere (senza risultati) la consulenza di un ingegnere. La ragazza, esasperata da questa sua fissazione, lo lascia e lui, incapace di risolvere il problema, finisce per buttarsi giù dalla finestra del suo appartamento. Il suicida centra un'automobile, il cui proprietario si infuria, preoccupato solo dei danni materiali alla vettura.

### Episodio #02: "L'ora di punta", diretto da Eduardo De Filippo
Michele torna in Italia dopo un soggiorno all'estero e viene ospitato per qualche giorno a Roma da Arturo, un suo amico d'infanzia. Arturo sembra avere un rapporto idilliaco con la bella moglie Dorotea, ma per un banalissimo contrattempo (a tavola Arturo macchia inavvertitamente la cravatta di Michele) la donna si altera e dà sfogo a una serie di risentimenti. Arturo estrae una pistola e spara alla moglie, la quale dopo lo spavento torna dolce e remissiva. Durante la notte Arturo spiega a Michele di aver escogitato questo sistema per mettere paura alla moglie e ottenere da lei ciò che vuole, e che la pistola è generalmente, ma non sempre, caricata a salve. L'indomani un altro banale litigio è risolto dal marito con uno sparo (e stavolta in canna c'è un proiettile vero, anche se Arturo è ben attento a non colpire Dorotea). Mentre Arturo accompagna Michele alla stazione, l'intero quartiere risuona di deflagrazioni: il metodo è stato copiato da gran parte dei mariti vicini, e la mattina è "l'ora di punta" per gli spari che ristabiliscono la quiete domestica nelle case.

### Episodio #03: "La moglie bionda", diretto da Luciano Salce
Il bancario Mario è sposato con l'americana Pepita, una bionda mozzafiato che però non brilla per intelligenza e ha uno stile di vita estremamente dispendioso. Uno dei clienti della banca è un principe arabo che ha la passione per le donne bionde, tanto da averne sposate varie decine dopo averle "comprate" in giro per il mondo dai precedenti mariti. Mario decide di provare a vendere Pepita all'arabo, che però rifiuta perché possiede già una moglie del tutto somigliante. La coppia si reca in Africa, dove Mario persiste nel suo segreto proposito di vendere Pepita a qualche altro nobile del luogo. Però l'indigeno con cui Mario viene in contatto si rivela omosessuale, e in possesso di un harem di soli uomini. Così è Pepita a vendergli il marito, ricavando una grossa cifra con cui, tornata in Italia, potrà darsi alle sue spese folli.

## Produzione
Il film nacque da un'operazione commerciale del produttore Carlo Ponti il quale, ritenendo il film di Ferreri L'uomo dei cinque palloni - che aveva proprio in quel periodo in cantiere - un potenziale e cocente fiasco presso il pubblico, decise, a riprese ancora in corso, di riproporlo come episodio d'affiancare agli altri due diretti rispettivamente da Eduardo De Filippo e Luciano Salce (dal valore nettamente inferiore a parer della critica), per metter insieme un film collettivo di stampo comico, avente per protagonista Mastroianni, col quale potersi rimettere in pari. 
Da notare che l'episodio La moglie bionda di Salce è stato poi ripreso un quindicennio dopo, con poche variazioni e con una dose ben maggiore di volgarità, nel terzo episodio di Ricchi, ricchissimi, praticamente in mutande (in entrambi i casi la sceneggiatura è di Castellano e Pipolo).

## Curiosità
Nelle scene iniziali dell'episodio "La moglie bionda", durante l'assalto di un gruppo di energumeni alla decapottabile del bancario Mario, si può riconoscere di sfuggita un giovane Ennio Antonelli.